# Горихвістка синьоголова
Горихвістка синьоголова (Phoenicurus coeruleocephala) — вид горобцеподібних птахів родини мухоловкових (Muscicapidae). Мешкає в Гімалаях і горах Центральної Азії.

## Опис

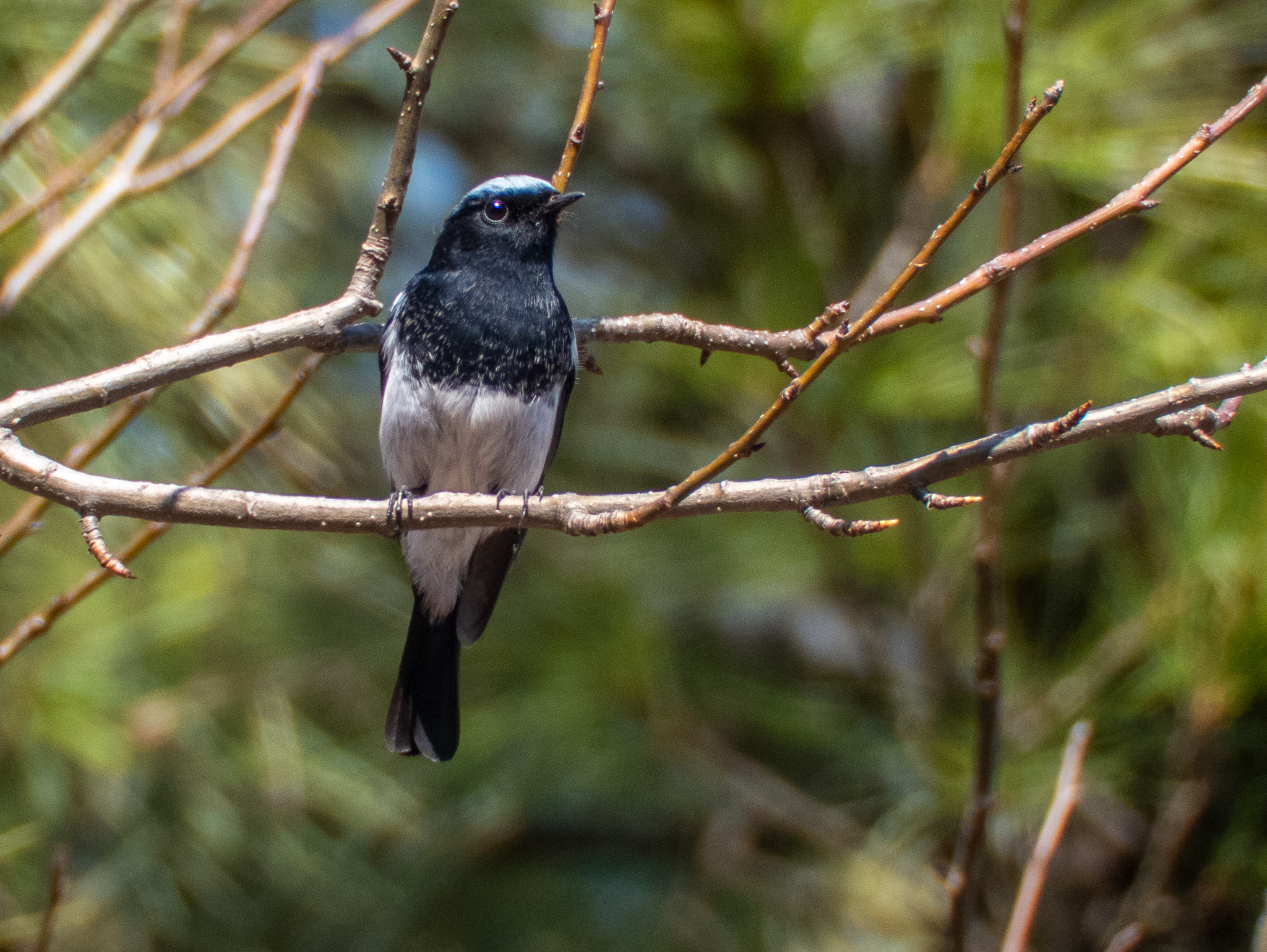
Самець синьоголової горихвістки

Довжина птаха становить 15 см. У самців голова і груди чорні, тім'я синювато-сіре, верхня частина тіла чорна, на крилах білі смуги, нижня частина тіла біла. Хвіст чорний, що незвично для горихвісток. Під час негніздового періоду синювата пляма на тімені є малопомітною. Самиці мають переважно сіре забарвлення, верхня частина тіла у них каштанова, на крилах світлі смуги.

## Поширення і екологія
Синьоголові горихвістки поширені від Тянь-Шаня на південному сході Казахстану та від західного Сіньцзяня на південь до північно-східного і східного Афганістану і на схід через західні і центральні Гімалаї до західного Бутану. Вони живуть на скелястих схилах, порослих деревами і чагарниками та на високогірних луках, на висоті від 2400 до 5300 м над рівнем моря. Взимку мігрують в долини. Живляться комахами, звимку також ягодами і насінням. Сезон розмноження в Афганістані і Таджикистані триває з травня по червень, в Пакистані з сердини травня до початку липня, в Кашмірі з травня по липень, в Непалі з квітня по липень.